# 中星儀

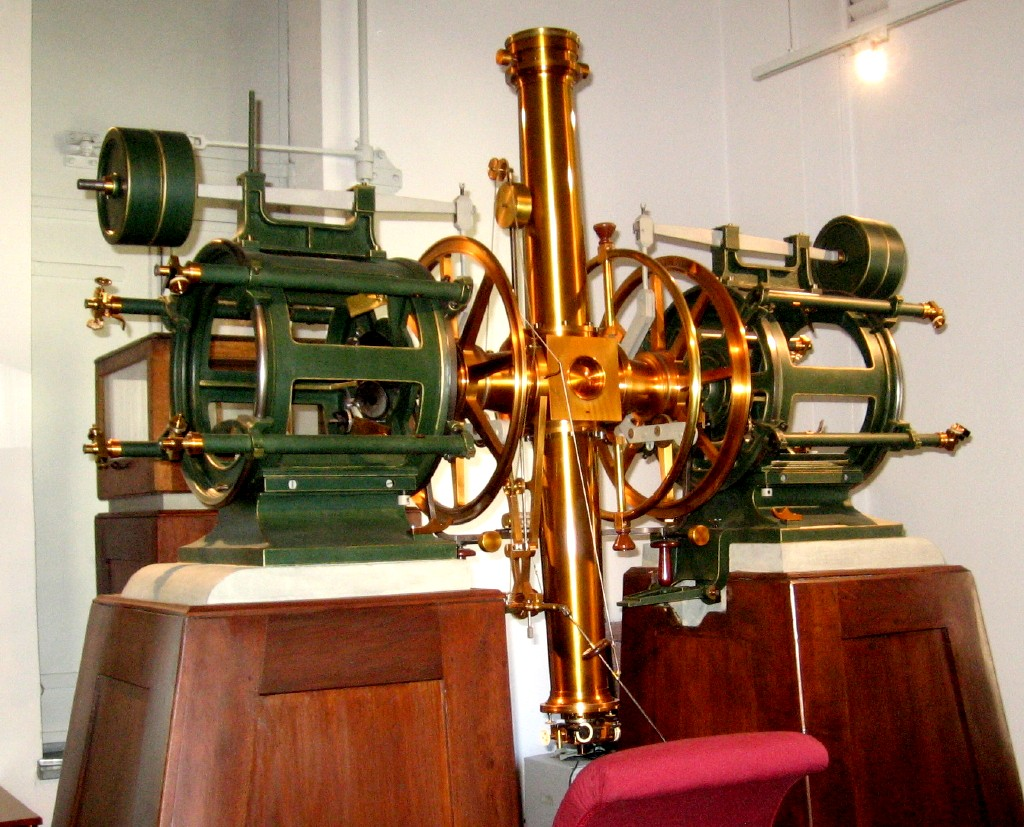
奧地利維也納庫夫納天文台的子午環。

中星儀，是天文學的一種小型望遠鏡，帶有極其精確刻度的支架，用於精確觀測恆星位置。它們以前被廣泛用於天文台和海軍天文台量測恆星位置，以編制航海年曆供水手用於天文導航，並觀測恆星穿越以設定極其精確的時鐘（天文調節器），這些時鐘用於設定船上攜帶的航海鐘以確定經度，並且是原子鐘之前的主要時間標準。這種儀器可分為三組：子午儀、天頂筒和通用儀器。

## 類型

### 子午儀
為了精確觀測南向或北向的恆星穿越：
- 子午環，象限儀等等。
- 通道儀表（可運輸，也適用於卯酉圈穿越。

### 天頂筒
- 天頂望遠鏡
- 光電天頂管（英语：Photozenith tube）（PZT）
- 天頂攝影機
- 丹容星盤，蔡司Ni2（英语：Ni2）星盤，Circumzenital（英语：Circumzenital）

### 通用儀器
允許在「任何」方向上進行穿越的測量
- 經緯儀（將經緯儀描述如同「中星儀」，可能是指能望遠鏡有能在水平軸上旋轉一整圈的能力，這提供了一種方便的方法來反轉觀察方向，或者用相反方向的軛瞄準同一物體，這可以讓一些儀器消除誤差[1])。
- 高度望遠鏡是帶刻度目鏡的望遠鏡（也用於衛星凌與穿越）
- 攝影經緯儀（英语：Cinetheodolite）

## 觀測科技和準確性
根據儀器的類型，進行量測：
- 目視和手動時間記錄（碼錶、眼耳法、計時器）
- 通過超人測微器（英语：Impersonal micrometer）（自動對齊的移動線）進行目視量測
- 攝影記錄
- CCD或其它光電感測器。

精度從0.2角秒（經緯儀、小型星盤）到0.01角秒（現代子午儀圈，丹容）。早期的儀器（如第谷·布拉厄的牆儀）「沒有望遠鏡」，角度限制在0.01°左右。

## 進階閱讀
- Karl Ramsayer: Geodätische Astronomie, Vol.2a of Handbuch der Vermessungskunde, 900 p., J.B.Metzler, Stuttgart 1969
- Cauvenet and Brünnow's Handbooks of Spherical Geodesy

## 外部連結
- .  6th. The Columbia University Press. 29 September 2018.
- Dreyer, John Louis Emil. .  27 (第11版). London: 181–183. 1911.
- Great Transit at Lick Observatory, +Photo
- Modern roboter telescopes
- The Carlsberg Automatic Meridian Circle
- Photo of a 19th-century transit instrument (Jones 1826)
- Transit instruments used by the Survey of India, 1867